# Championnat de Pologne féminin de volley-ball 2006-2007
 (avril 2017).
Si vous disposez d'ouvrages ou d'articles de référence ou si vous connaissez des sites web de qualité traitant du thème abordé ici, merci de compléter l'article en donnant les références utiles à sa vérifiabilité et en les liant à la section « Notes et références ».
 (avril 2017).
Améliorez-le ou discutez des points à vérifier. 
Le Championnat de Pologne féminin de volley-ball 2006-2007 a opposé huit équipes, le classement final donnant le MKS Kalisz vainqueur de la saison.

## Classement de la phase régulière
Le classement s'établit comme au classement à l'italienne.
| Classement final |                                 |     |    |    |    |    |    |       |      |      |       |
| P                | Équipe                          | Pts | J  | G  | P  | SP | SC | Ratio | PP   | PC   | Ratio |
| 1                | Winiary Kalisz                  | 50  | 18 | 17 | 1  | 53 | 15 | 3,533 | 1625 | 1344 | 1,209 |
| 2                | PTPS Nafta Piła                 | 42  | 18 | 13 | 5  | 47 | 23 | 2,043 | 1627 | 1458 | 1,115 |
| 3                | Centrostal Focus Park Bydgoszcz | 38  | 18 | 13 | 5  | 43 | 21 | 2,047 | 1501 | 1317 | 1,139 |
| 4                | BKS Aluprof Bielsko-Biała       | 34  | 18 | 11 | 7  | 42 | 28 | 1,500 | 1578 | 1509 | 1,045 |
| 5                | Muszynianka Fakro Muszyna       | 30  | 18 | 10 | 8  | 40 | 33 | 1,212 | 1630 | 1544 | 1,055 |
| 6                | Energa Gedania Gdańsk           | 17  | 18 | 6  | 12 | 23 | 41 | 0,560 | 1334 | 1515 | 0,880 |
| 7                | IDMSA Swarzędzmeble AWF Poznań  | 16  | 18 | 6  | 12 | 27 | 45 | 0,600 | 1544 | 1646 | 0,936 |
| 8                | KPSK Stal Mielec                | 16  | 18 | 11 | 6  | 23 | 43 | 0,534 | 1346 | 1536 | 0,876 |
| 9                | Pronar Zeto Astwa AZS Białystok | 16  | 18 | 5  | 13 | 23 | 44 | 0,522 | 1450 | 1564 | 0,927 |
| 10               | Dialog Gwardia Wrocław          | 11  | 18 | 3  | 7  | 15 | 49 | 0,306 | 1451 | 1653 | 0,877 |

À la fin de la phase régulière, les 8 premières équipes se qualifient pour les play-offs tandis que les 2 dernières vont lutter pour le maintien.